# Şehzade Ahmed Nuri
Şehzade Ahmed Nuri  (turco otomano: en turco otomano: شہزادہ احمد نوری‎; 19 de diciembre de 1878-7 de agosto de 1944) fue un príncipe otomano, el tercer hijo del sultán Abdul Hamid II y su esposa Bedrifelek Kadın.

## Primeros años
Şehzade Ahmed Nuri nació el 19 de diciembre de 1878 en el Palacio Yıldız. Su padre era Abdul Hamid II, hijo de Abdulmejid I y Tirimüjgan Kadın. Su madre era Bedrifelek Kadın,, hija del príncipe Kerzedzh Mehmed Bey y la princesa İnal-lpa Faruhan Hanım. Fue el tercer hijo y el sexto hijo de su padre, y el hijo menor de su madre. Tenía un hermano, Şehzade Mehmed Selim, ocho años mayor que él, y una hermana, Zekiye Sultan, seis años mayor que él.
La circuncisión de Ahmed Nuri tuvo lugar en 1891, junto con sus medio hermanos, Şehzade Mehmed Abdülkadir y Şehzade Mehmed Burhaneddin. Su primera educación tuvo lugar en la escuela de los príncipes. Luego se inscribió en el Colegio Militar Otomano. Ocupó el rango de mayor del regimiento de caballería en el ejército imperial otomano. Luego fue ascendido a coronel, y más tarde a brigadier.
Era una persona muy inteligente, sensible y por eso siempre sufría desgracias. Tenía un talento extraordinario para la pintura. Había recibido lecciones del pintor italiano Salvatore Valery, quien también enseñaba en el Sanâyi-i Nefise Mektebi. Solía pintar cuadros de colores sobre vidrio. Después de trabajar durante días, hizo una casa de baños portátil del tamaño de una pequeña tienda para su padre como regalo por su vigésimo quinto aniversario de su ascenso al trono en 1901.
El 27 de abril de 1909, Abdul Hamid II fue depuesto y enviado al exilio en Salónica. Nuri, sin embargo, permaneció en Estambul.  Toda la familia de Abdul Hamid fue expulsada del palacio de Yıldız, y la mayoría de ellos ni siquiera tenían un lugar donde vivir. Nuri y su hermano mayor, Şehzade Selim, se establecieron inicialmente en la mansión de su hermana Zekiye Sultan, hasta que a Nuri se le asignó una mansión en Büyükdere.

## Vida personal
Su única esposa fue Fahriye Zişan Hanım. Ella nació en 1883. Su padre era Ilyas Ali Bey, un circasiano y mayor de caballería en el ejército imperial otomano. Se casaron en 1900. Se conocieron cuando el príncipe visitó la escuela para niñas llamada Mekteb-i Tahsil, ubicada en Şehzadebaşı, cuyo director era su hermano mayor. Ella era hermosa. Además, su familia había sido amiga de la madre del príncipe.
El sultán Abdul Hamid amaba a su nuera. Por ello la recompensó con una medalla de oro después de que ella se hizo cargo de su esposo luego de una operación de hernia en 1905. La hernia fue el resultado de un paquete que fue arrojado al auto del sultán durante una procesión del viernes. Nuri pensó que era una bomba y saltó del coche. Sin embargo, más tarde se reveló que el paquete era un bebé huérfano. Sin embargo, con la severidad del salto, Nuri tuvo una hernia. Aunque fue operado, padeció esta enfermedad hasta su muerte.
Los dos no tuvieron hijos. A pesar de esto, el príncipe la amaba mucho y no se casó con otra mujer. Se separaron en 1919, porque Fahriye había estado angustiada por un acto del príncipe. Dejó su mansión en el Palacio de Yıldız, se instaló en una mansión en Feneryolu y se llevó a su hermana mayor. En el exilio de la familia imperial en 1924, siguió a su marido a Niza, Francia. Murió en 1940 y fue enterrada en la Mezquita Tekkiye, Damasco, Siria.

## Vida en el exilio y muerte
Con el exilio de la familia imperial en marzo de 1924, Nuri y su esposa se establecieron en Niza, Francia. El 14 de enero de 1925, otorgó el poder a Sami Günzberg, un conocido abogado judío turco, autorizándolo a recuperar de los usurpadores edificios, tierras, minas, concesiones dejadas por Abdul Hamid situadas en territorio turco y en otros lugares. En el exilio, el príncipe cayó en problemas económicos. No tenía ningún patrimonio; su mansión en Yıldız fue confiscada. El dinero de la mansión en Feneryolu se agotó en poco tiempo. Mientras tanto, un joven griego, a quien conoció allí, se llevaba bien con él, ayudó al príncipe dándole una cierta cantidad de dinero.
Había dominado tanto la química como la pintura y la arquitectura. Solía vender artículos de tocador como jabón, que producía en su casa o habitación de hotel en Niza. También se los dio como obsequio a sus amigos. Durante la Segunda Guerra Mundial, su situación empeoró. Incapaz de encontrar un trabajo, Nuri cayó en una situación miserable. Murió de hambre y enfermedad en un parque de la ciudad de Digne en la Rivyera francesa el 7 de agosto de 1944. Fue enterrado en un cementerio de huérfanos. Una carta que se encontró en su bolsillo decía: "Si muero, no culpes a nadie porque me muero de hambre. Me ganaba la vida tocando el piano en un cine. Ahora no puedo encontrar este trabajo. Me entierras como musulmán".